# José Benito Rosales
José Benito Rosales (* 1795 in Granada (Nicaragua); † 1850) war vom November 1833 bis zum 10. März 1834 Director Supremo der Provinz Nicaragua und vom 2. März 1849 bis 1. April 1849 Director Supremo von Nicaragua.

## Leben
José Benito Rosales studierte Rechtswissenschaften und war Dekan der Universidad de Oriente in Granada. Er war Mitglied der Partido Legitimista.
Nachdem Agustín de Itúrbide abgedankt hatte, war Rosales Abgeordneter in der verfassungsgebenden Versammlung, Asamblea Nacional Constituyente de las Provincias Unidas de centro América, welche im September 1823 zu tagen begann.
Weitere Abgeordnete aus Nicaragua waren: Manuel Barbereno, Toribio Arguello, für León: Manuel Mendoza, für Matagalpa: Filadelfo Benavente, für Rivas: José Manuel de la Cerda.
José Benito Rosales verlegte die Zeitung El Ojo del Pueblo, Revista Conservadora del Pensamiento Centroamericano in Granada in der Druckerei Imprenta de La Libertad mit zwei Kolumnen und vier Seiten, in welcher er sich im Streit um den Regierungssitz für Managua aussprach.